# Alfred (Schiff, 1913)
Die Alfred ist ein deutscher Besanewer mit Heimathafen Greifswald.

## Geschichte
Das Schiff wurde unter der Baunummer 417 auf der Werft van Diepen in Waterhuizen in der niederländischen Provinz Groningen gebaut. Mit dem Bau wurde am 28. Dezember 1912 begonnen. Im Mai 1913 wurde das Schiff als Helene für 8100 Mark an H. Schröder aus Dornbusch abgeliefert. Aus dem Auszug des Auftragsbuchs der Werft geht hervor, dass das Schiff einschließlich „Masten, Bäumen, Gaffeln, Ofen, Wanten und Wasserfaß“ ausgeliefert wurde. 1926 trug das Schiff in einem Vermessungsbrief noch den Namen Helene (Unterscheidungssignal KMJW). 1928 lief das Schiff als Motorsegler Grete (U-Signal KMJW, Reeder J. Rademacher), wie aus einem Fahrterlaubnisschein der See-Berufsgenossenschaft hervorgeht. Bereits 1926 war ein Deutz-Dieselmotor mit 25 PS Leistung eingebaut worden, der 1943 erneuert wurde. 1930 verkaufte Johann Rademacher aus Mehedorf bei Bremervörde die Grete an den Brennstoffhändler Ernst Hilgendorf aus Groß-Stepenitz. Dieser setzte das Schiff bereits als Alfred in der Stettin-Fahrt ein. Seit 1936 fuhr Ernst Hilgendorfs Sohn Alfred auf dem Schiff mit, dessen Namen es mit dem Kauf von seinem Vater 1930 bekam. 
Am 5. März 1945 flüchteten die letzten 55 Einwohner von Bad Stepenitz auf Alfred vor der heranrückenden Roten Armee. Die Fluchtroute ging über das Papenwasser nach Ziegenort (jetzt Trzebiesz), das Oderhaff, den Peenestrom und dann die Peene hinauf bis Malchin und Neukalen. Dort blieb das Schiff ein Jahr liegen, bis die Peene nach der Zerstörung der Brücken durch die Wehrmacht wieder befahrbar war.
Diese Fluchtgeschichte wurde in einem Projekt „ZEITREISE - Flucht auf Alfred 1945 - Erinnerung 2010“, gefördert vom Fonds Soziokultur und dem Bürgerhafen Greifswald, nachempfunden, dabei alle damaligen Häfen angelaufen und Interessierte zu Vorträgen und Video auf Alfred eingeladen. Die „Nachstellung“ dieser Flucht begann im Mai 2007 mit der Fahrt von Greifswald nach Stepnica/Polen. Dort fand auch ein Treffen mit ehemaligen deutschen Einwohnern von Stepenitz und mit polnischen Bürgern statt. Im August wurde die Fahrt auf der Peene, von Anklam über Loitz und Demmin bis zum Kummerower See, nach Neukalen und Malchow fortgesetzt. In jedem Hafen fanden nachhaltige Begegnungen mit den ehemaligen Zeitzeugen dieser Flucht und ihren Nachkommen sowie interessierten Einwohnern statt. Am 5. März 2011 wurde die Abschluss-Veranstaltung des Projektes im Pommerschen Landesmuseum in Greifswald mit über 200 Interessierten durchgeführt. Dort fand auch die Erstaufführung der 45-minütigen Videodokumentation „Zeitreise mit ALFRED 1945 - 2010“ von Manfred Dietrich statt.
Ausgelöst wurde das Projekt durch die in oder bei Greifswald wohnende Familie der Liselotte Berendt, die sich an Erzählungen ihrer Oma erinnerten und die Geschichte an den Schiffseigner und seine Frau herantrugen.
Liselotte Berendt verstarb am letzten Tag der „ZEITREISE“-Fahrt, am 16. August 2010, drei Tage nach ihrem 97. Geburtstag.
Hilgendorfs eröffneten 1946 ihr Frachtgeschäft mit Alfred nun in Anklam und hielten das Schiff bis 1952 in Frachtfahrt.
Alfred Hilgendorf lebte nach 1992 in Boock bei Löcknitz, in den letzten Jahren in Heiligenhafen und war Ehrenmitglied des Museumshafens Greifswald. Er verstarb am 15. Juli 2012 im Alter von 88 Jahren.
Von ihm ist überliefert, dass das Schiff im harten Winter 1946 als Eisbrecher auf der Peene zusammen mit anderen Schiffen Kohle für die Universitätskliniken von Jarmen nach Greifswald transportierte. Alfred Hilgendorf fuhr das Schiff zusammen mit seinen Eltern bis 1952 in der Bodden- und Hafffahrt. Einige Hafenanläufe sind in den Hafenbüchern von Lauterbach/Rügen und Greifswald dokumentiert.
1956 wurde das Schiff in Anklam aufgelegt. Dort entdeckte es Wolfgang Rudolph 1957/1958 und nahm es unter der Nummer 2/127 in sein Register auf. Er beschrieb den Zustand des Schiffes u. a. mit: „... Schwerter: zwei ... Mast: kein, jedoch noch 2 (!) Mastkoker (bis 1926 BM, b.u. 56 GM). Bugspriet: kein (bis u. 1935). Takelung: (früher: K, F, GrS, BS) bis 1956 Fock und Großsegel. Bemalung: Rumpf schwarz, Reling hellblau, Luksüll dunkelrot, Roof braunrot, ...“
In den folgenden Jahren bemühte sich Wolfgang Rudolph, diesen in vielen Details originalen Ewer zu erhalten. 1969 erfolgte die Rettung des Schiffes vor dem Verschrotten durch den Verkauf an die Nationalen Forschungs- und Gedenkstätten Weimar, dabei erzielte Else Hilgendorf als Eignerin (Alfred war 1952 in den Westen geflohen, ihr Mann Ernst 1962 verstorben) mit 1500 Mark der DDR einen ganz guten Preis (das 2fache eines Facharbeiter-Monatslohnes). In der Folge wurde Alfred zusammen mit drei anderen alten Schiffen im Februar 1970 in Seedorf/Rügen an Land gesetzt und als Werkstattschiff in dem Verband der Ferienheim-Schiffe genutzt. Durch diese Nutzung waren an dem Schiff die Umbauten minimal und viele originale Details blieben so erhalten.

## Restaurierung und heutige Nutzung

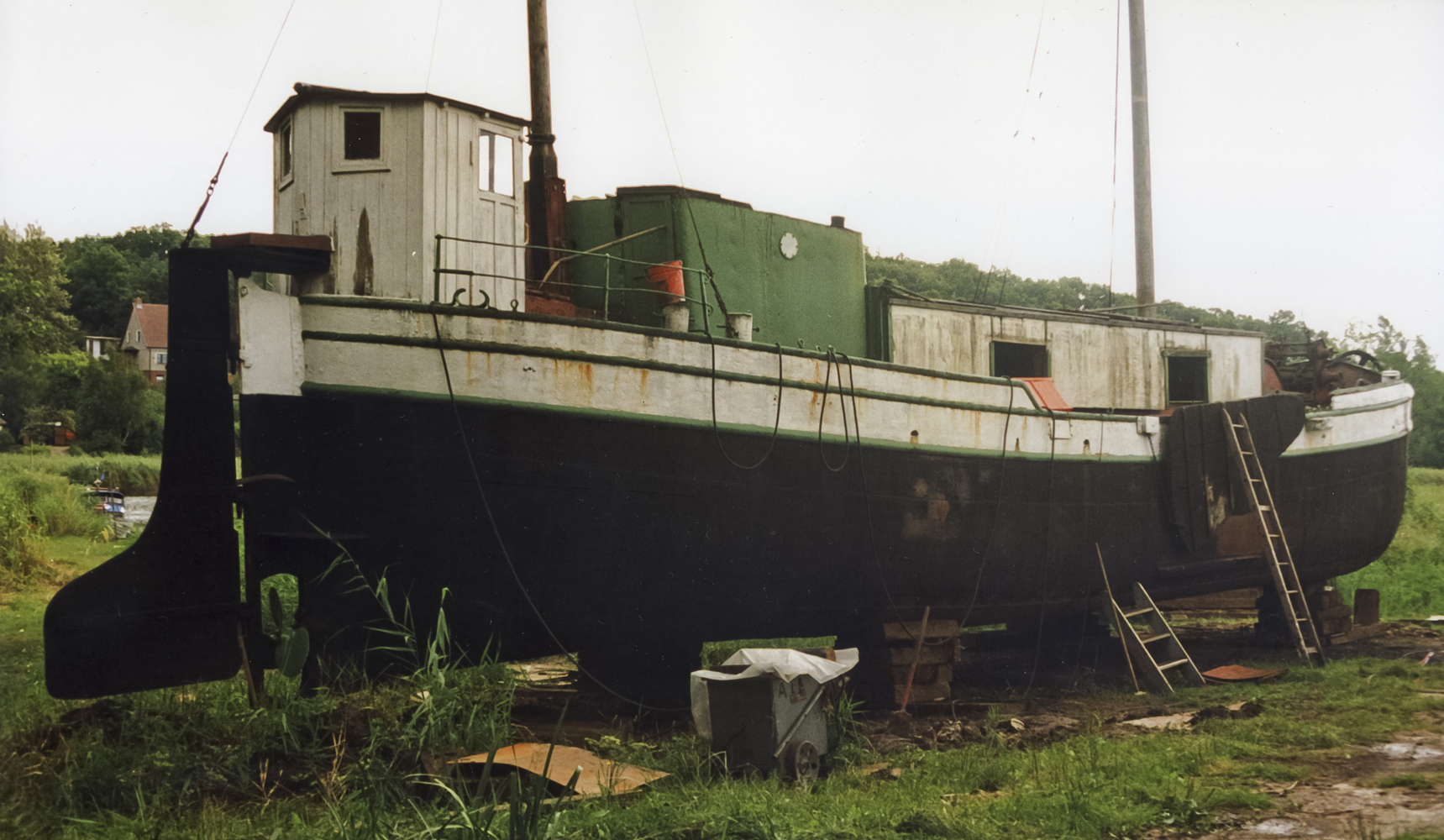
Der auf Land bei Seedorf (Rügen) liegende Ewer während der Reparaturarbeiten im September 1994

Nach der Wiedervereinigung Deutschlands erkannte Reinhard Bach vom Museumshafen Greifswald die neue Chance für diese Schiffe, verhandelte mit den Nachfolgern der NFG Weimar und konnten für 1,- DM drei der Schiffe zu neuen Eignern überstellen. Der Zustand des Schiffes war nur oberhalb der Kimmung leidlich gut, die Böden waren durchgerottet. Die Alfred war nicht schwimmfähig. Reinhard Bach fand in Roland Aust, Pirola Hamburg, den Mann, der Alfred auf dem Schilfplan in Seedorf einen neuen Boden einzog. 1995 konnte die Alfred zusammen mit der Tjalk Christian Müther (ebenfalls Museumshafen Greifswald) wieder ihrem Element zurückgegeben werden.
Die Restaurierung der noch vorhandenen alten Deutz-Maschine war nicht möglich, so dass eine neue Maschine, ein russischer 120-PS-Dieselmotor (KrAZ-214, Detroit-Lizenz) aus Peenemünder NVA-Beständen, eingebaut wurde. Die alte Maschine wurde als Museumsstück bei Rolli Reeckmann auf Liddow/Rügen gesichert und ist jetzt im Ewer Käte vor dem Hafenamt in Ralswiek/Rügen zu besichtigen. 1996 trat Hinrich Meyer als Miteigner bei der Alfred ein. Nachfolgend wurde das Schiff in Kleinarbeit durch Entrostung/Konservierung im Schiff und Schweißarbeiten fahrtüchtig gehalten. 
Im Jahr 1996 wurde von der Eignergemeinschaft beschlossen, einen 17-m-Großmast einzubauen. Seit 1997 hält H. Meyer die Alfred allein. Beim Aufriggen und Malen kamen über 50 Blöcke, circa 1000 m Tauwerk, viele Kilogramm Mennige und Farbe an bzw. in das Schiff. Als Klüverbaum und Gaffel konnten Stengen des inzwischen zersägten Haikutters Hissøy umgearbeitet werden. 
Am 18. Juli 1997 konnte die Alfred ihren Liegeplatz im Museumshafen Greifswald wieder mit eigener Kraft verlassen.
2000 brachte die Alfred in ihrer ersten Frachtfahrt nach fast fünfzig Jahren zwei neue Glocken für die Kirche in Greifswald-Wieck. Die Glocken wurden im Museumshafen Greifswald vom Museumskran Condor (Bj. 1910) auf die Alfred verladen und mit Kirchenfahnen, Posaunenchor und Pastor Altemüller-Klas nach Wieck geschippert.
Inzwischen ist Alfred wieder komplett geriggt mit Besanmast und -Segel, mit fünf Kojen, Pantry und Toilette ausgebaut und fährt jedes Jahr zur Christian-Müther-Gedächtnisfahrt mit asthmakranken Kindern mit.